# Фишер, Лавиния
Лавиния Фишер (англ. Lavinia Fisher; 1793 — 18 февраля 1820) — американская преступница, которая, согласно городским легендам, известна как первая женщина — серийный убийца в США. 
В мае 1819 года вместе со своим мужем Джоном Фишером была приговорена к смертной казни за разбойное нападение — тяжкое преступление в то время, — а не за убийство.
Лавиния Фишер была повешена в 1820 году.
Историки подвергают сомнению правдивость традиционной легенды, некоторые утверждают, что Лавиния Фишер никогда никого не убивала, однако была активным членом большой банды разбойников, которые действовали из двух домов в глубинке недалеко от Чарльстона: Five Mile House и Six Mile House.

## Легенды

#### Преступления
С именем Лавинии Фишер связано множество легенд. По одной из них, она и её супруг содержали гостиницу под названием «Six Mile Wayfarer House», расположенную в шести милях от городка Чарльстон в штате Южная Каролина, и совершали нападения на постояльцев.
В полицию время от времени поступали сведения об исчезновении посетителей гостиницы, но до поры до времени полицейские не обращали на это внимания.
По  одной из версий, Лавиния приглашала гостя на ужин, расспрашивала, есть ли у него деньги, а затем угощала чаем, в который был подмешан яд. Через некоторое время в комнату к постояльцу заходил Джон Фишер, чтобы проверить, умерла ли жертва, а при необходимости и добить её.
По другой версии, чай лишь усыплял мужчину на несколько часов. Когда тот засыпал, хозяева нажимали на рычаг и кровать опрокидывалась в подвал. Однажды на ночлег в гостиницу попросился человек по имени Джон Пиплз. Лавиния сказала, что свободных комнат нет, но предложила гостю отдохнуть и выпить чаю. Джон не любил чай, но, чтобы не обидеть хозяйку, пока та не смотрела, вылил напиток в горшок с цветком. После долгих расспросов Лавиния сообщила гостю, что свободные номера все-таки есть, и он отправился спать. Но поскольку поведение хозяйки показалось Джону подозрительным, он не лёг в кровать, а устроился на стуле у двери. Посреди ночи он проснулся, услышав шум от переворачивающейся кровати, и выпрыгнул в окно. Пиплз отправился в Чарльстон и сообщил обо всём властям.

#### Суд и казнь
Почти целый год прошел между их арестом и казнью. На суде Фишеры не признали себя виновными. Судья постановил отправить супругов в тюрьму до суда, который должен был состояться в мае, в то время как их сообщники были освобождены под залог. На суде присяжные отклонили их заявления о невиновности и признали их виновными в тяжком преступлении - разбое на большой дороге. Позже судья удовлетворил апелляцию, и им дали отсрочку до заседания апелляционного суда.
В это время Фишеры были заняты планами побега, так как их поместили вместе в тюрьму Чарльстона, Южная Каролина («Старая городская тюрьма»)  в камере 6x8 и не очень хорошо охраняли. 13 сентября они привели свой план в действие и начали побег. Все пошло не так, как планировалось, поскольку веревка, которую они сделали из тюремного белья, порвалась, оставив Лавинию в ловушке в камере. Джон не захотел сбегать без Лавинии, и был снова пойман. После побега их обоих держали под более строгой охраной.
Конституционный суд отклонил апелляции Фишеров, и 4 февраля 1820 года оба были приговорены к повешению.
Ожидая казни, Джон принял совет местного священника покаяться, а Лавиния отказалась это делать. На виселице перед тюрьмой Старого города перед казнью Джона Фишера преподобный Фурман зачитал вслух письмо, написанное Джоном, в котором говорилось, что, поскольку он стал христианином, его нельзя казнить, приписывая ему ложь. Поэтому он настаивал на своей невиновности и просил милосердия к тем, кто причинил ему зло в ходе судебного процесса. После того, как пастор прочитал письмо, Фишер начал защищать свою позицию перед собравшейся толпой из примерно 2000 человек. Затем он, по-видимому, противоречил сам себе, попросив у них прощения.
В то время в Южной Каролине нельзя было казнить замужнюю женщину. По легенде, когда Лавиния заявила об этом на суде, судья ответил, что её муж будет казнен раньше неё и тогда она станет вдовой, а соответственно, ничто не сможет помешать её повешению. Тогда Лавиния решила, что кто-нибудь захочет жениться на ней прямо на месте казни, а потому, идя на эшафот, надела свадебное платье. 
Когда же преступница поняла, что смерти ей избежать не удастся, она заявила толпе: «Если у кого-то из вас есть сообщение для дьявола, я передам его» — и сама прыгнула в люк эшафота.
Первой женщиной, повешенной федеральными властями США, считается Мэри Сэрратт. Её казнили в 1865 году. Однако, как показывает случай Лавинии, на местах женщин казнили и ранее этого времени.
Лавиния Фишер была захоронена в скудельнице возле тюрьмы Олд-Сити.
Легенды говорят о том, что дух Лавинии не только обитает в старой тюрьме Чарльстона, но и нападает на людей.

## Фактически установленные события
Только три факта в этой истории можно подтвердить. Генеалогических записей о семье Лавинии не было. Чтобы прояснить эту историю, исследователями были использованы данные Джона, газеты того времени и судебные документы, найденные в государственных архивах. Не удалось выяснить точный возраст и девичью фамилию Лавинии.
Всё что удалось установить, это то, что в 1819 году она и ее муж были трактирщиками в заведении за пределами города Чарльстон и что у них не было детей.
В январе и феврале 1819 года окрестности Чарльстона были переполнены грабителями, однако жертвы ни разу не смогли опознать своих нападавших. Группа мужчин из города решила, что грабители останавливались в местных гостиницах, и они организовали толпу, чтобы найти и прогнать их.
16 февраля 1819 года мстители напали на гостиницу Five Mile Inn и сказали постояльцам, что им нужно освободить территорию. Когда постояльцы отказалась уходить, толпа сожгла гостиницу дотла. Затем они направились в гостиницу Six Mile Inn, которой управляли Джон и Лавиния Фишер. Мстители потребовали покинуть гостиницу, и постояльцы решили покинуть здание.
Толпа оставила в гостинице человека по имени Дэвид Росс, чтобы он следил за ней. В этот момент и произошли основные события. Согласно показаниям, данным под присягой мистером Россом, несколько гостей вернулись в гостиницу, набросились на него, а затем выгнали из дома. Мистер Росс вернулся, чтобы забрать свои вещи, но на него напала Лавиния, начала душить его и просунула его голову в окно. Двое других мужчин, Уильям Хейворд и Джон Фишер, избили его кнутами. Мистеру Россу удалось убежать по дороге и не попасть под пули, выпущенные в его сторону.
Через несколько часов после побега мистера Росса мужчина по имени Джон Пиплз остановился напоить свою лошадь в гостинице Six Mile Inn. Согласно его показаниям под присягой, его избили и ограбили десять человек, прежде чем ему тоже удалось сбежать обратно в город.
После того, как судья получил эти два заявления, шериф в сопровождении большой группы мужчин отправился в гостиницу Six Mile Inn, затем арестовал пятерых оставшихся жильцов и отправил их в городскую тюрьму. Шериф провел осмотр имущества и обнаружил останки мертвой коровы, которая недавно пропала недалеко от гостиницы. После завершения расследования гостиница со всем ее содержимым и все постройки на территории были сожжены дотла.
Фишеры и Уильям Хейворд были обвинены в «нападении с намерением убить» Дэвида Росса 10 мая 1819 года. 27 мая они были признаны виновными, а 2 июня приговорены к повешению. Они подали апелляцию и были отправлены в тюрьму до рассмотрения апелляционным судом.
17 января 1820 года Джон и Лавиния предстали перед судом, и произошло нечто загадочное. Газета Charleston Courier сообщила, что не только их апелляция была отклонена, Фишеров признали виновными в разбойном нападении на Джона Пиплза и приговорили к повешению.
Фактически судьи изменили их приговор с нападения на Дэвида Росса на грабеж против Джона Пиплза. Джона и Лавинию Фишер повесили за преступление, за которое их никогда не судили и не осуждали.